# Puchar Świata w skokach narciarskich w Oslo
Puchar Świata w skokach narciarskich w Oslo – zawody w skokach narciarskich, przeprowadzane w ramach Pucharu Świata w skokach narciarskich, od inauguracji tego cyklu w 1980, z przerwami w sezonach 1993/1994 (z powodu złych warunków atmosferycznych), 2008/2009 (z powodu przebudowywania skoczni) i 2010/2011 (z powodu organizowania mistrzostw świata w narciarstwie klasycznym). Areną zmagań jest skocznia Holmenkollbakken w Oslo (w sezonie 1981/1982 rozegrano też konkurs PŚ na skoczni Midtstubakken, w ramach mistrzostw świata).
W 1990 zawody na Holmenkollbakken nie zostały przeprowadzone przez FIS z powodu braku porozumienia z organizatorami, co do wysokości nagród finansowych. Zawody odbyły się wyłącznie w ramach Festiwalu Narciarskiego Holmenkollen.
W latach 1997–2010 konkursy indywidualne w Oslo były jednocześnie zawodami kończącymi Turniej Nordycki, który składał się z czterech konkursów indywidualnych na skoczniach w Skandynawii. Od 2017 konkursy w Oslo są częścią turnieju Raw Air.
Z dotychczas rozegranych konkursów w ramach PŚ w Oslo pięć wygrali gospodarze. Sześciokrotnie wygrywali Polacy – pięciokrotnie Adam Małysz (w latach 1996, 2001, 2003, 2006 i 2007) oraz raz Piotr Żyła (w 2013).

## Podium poszczególnych konkursów PŚ w Oslo

### Mężczyźni
| Lp  | Data           | Skocznia         | K/HS  | Uwagi            | 1. miejsce                                                                                              | 2. miejsce                                                                                         | 3. miejsce                                                                                  |
| --- | -------------- | ---------------- | ----- | ---------------- | --- | -------------------------------------------------------------------------------------------------- | ------------------------------------------------------------------------------------------- |
| 1.  | 16 marca 1980  | Holmenkollbakken | K105  | –                | Armin Kogler                                                                                            | Jari Puikkonen                                                                                     | Hubert Neuper                                                                               |
| 2.  | 15 marca 1981  | Holmenkollbakken | K105  | –                | Roger Ruud                                                                                              | Horst Bulau                                                                                        | Johan Sætre                                                                                 |
| 3.  | 21 lutego 1982 | Midtstubakken    | K85   | MŚ               | Armin Kogler                                                                                            | Jari Puikkonen                                                                                     | Ole Bremseth                                                                                |
| 4.  | 28 lutego 1982 | Holmenkollbakken | K105  | MŚ               | Matti Nykänen                                                                                           | Olav Hansson                                                                                       | Armin Kogler                                                                                |
| 5.  | 13 marca 1983  | Holmenkollbakken | K105  | –                | Steinar Bråten                                                                                          | Horst Bulau                                                                                        | Armin Kogler                                                                                |
| 6.  | 11 marca 1984  | Holmenkollbakken | K105  | –                | Vladimír Podzimek                                                                                       | Pavel Ploc                                                                                         | Ole Christian Eidhammer                                                                     |
| 7.  | 10 marca 1985  | Holmenkollbakken | K105  | –                | Matti Nykänen                                                                                           | Franz Wiegele                                                                                      | Gérard Balanche                                                                             |
| 8.  | 16 marca 1986  | Holmenkollbakken | K105  | –                | Ernst Vettori                                                                                           | Matti Nykänen                                                                                      | Andreas Felder                                                                              |
| 9.  | 22 marca 1987  | Holmenkollbakken | K105  | –                | Andreas Felder                                                                                          | Ari-Pekka Nikkola                                                                                  | Miran Tepeš                                                                                 |
| 10. | 20 marca 1988  | Holmenkollbakken | K105  | –                | Erik Johnsen                                                                                            | Ole Gunnar Fidjestøl                                                                               | Günther Stranner                                                                            |
| 11. | 5 marca 1989   | Holmenkollbakken | K105  | –                | Jens Weißflog                                                                                           | Jon Inge Kjørum                                                                                    | Kent Johanssen                                                                              |
| 12. | 17 marca 1991  | Holmenkollbakken | K105  | –                | Ernst Vettori                                                                                           | Stefan Horngacher                                                                                  | Staffan Tällberg                                                                            |
| 13. | 15 marca 1992  | Holmenkollbakken | K110  | –                | Toni Nieminen                                                                                           | Jiří Parma                                                                                         | Martin Höllwarth                                                                            |
| 14. | 14 marca 1993  | Holmenkollbakken | K110  | –                | Espen Bredesen                                                                                          | Didier Mollard                                                                                     | Jaroslav Sakala                                                                             |
| 15. | 13 marca 1994  | Holmenkollbakken | K110  | [ c ]            | odwołany                                                                                                | odwołany                                                                                           | odwołany                                                                                    |
| 15. | 12 lutego 1995 | Holmenkollbakken | K110  | –                | Andreas Goldberger                                                                                      | Takanobu Okabe                                                                                     | Jens Weißflog                                                                               |
| 16. | 15 marca 1996  | Holmenkollbakken | K110  | druż.            | Austria 1. Martin Höllwarth · 2. Reinhard Schwarzenberger · 3. Andreas Widhölzl · 4. Andreas Goldberger | Norwegia 1. Pål Hansen · 2. Sturle Holseter · 3. Espen Bredesen · 4. Roar Ljøkelsøy                | Niemcy 1. Gerd Siegmund · 2. Michael Uhrmann · 3. Christof Duffner · 4. Jens Weißflog       |
| 17. | 17 marca 1996  | Holmenkollbakken | K110  | –                | Adam Małysz                                                                                             | Janne Ahonen                                                                                       | Masahiko Harada                                                                             |
| 18. | 16 marca 1997  | Holmenkollbakken | K112  | TN               | Kazuyoshi Funaki                                                                                        | Hiroya Saitō                                                                                       | Bruno Reuteler                                                                              |
| 19. | 15 marca 1998  | Holmenkollbakken | K112  | TN               | Primož Peterka                                                                                          | Bruno Reuteler                                                                                     | Masahiko Harada                                                                             |
| 20. | 14 marca 1999  | Holmenkollbakken | K115  | TN               | Noriaki Kasai                                                                                           | Martin Schmitt                                                                                     | Kazuyoshi Funaki                                                                            |
| 21. | 12 marca 2000  | Holmenkollbakken | K115  | TN               | Sven Hannawald                                                                                          | Ville Kantee                                                                                       | Janne Ahonen                                                                                |
| 22. | 11 marca 2001  | Holmenkollbakken | K115  | TN               | Adam Małysz                                                                                             | Stefan Horngacher                                                                                  | Martin Schmitt                                                                              |
| 23. | 17 marca 2002  | Holmenkollbakken | K115  | TN               | Simon Ammann                                                                                            | Sven Hannawald                                                                                     | Adam Małysz                                                                                 |
| 24. | 8 marca 2003   | Holmenkollbakken | K115  | nocny, druż.     | Austria 1. Thomas Morgenstern · 2. Christian Nagiller · 3. Florian Liegl · 4. Andreas Widhölzl          | Finlandia 1. Veli-Matti Lindström · 2. Tami Kiuru · 3. Arttu Lappi · 4. Matti Hautamäki            | Niemcy 1. Georg Späth · 2. Michael Uhrmann · 3. Martin Schmitt · 4. Sven Hannawald          |
| 25. | 9 marca 2003   | Holmenkollbakken | K115  | TN               | Adam Małysz                                                                                             | Florian Liegl Roar Ljøkelsøy                                                                       | –                                                                                           |
| 26. | 14 marca 2004  | Holmenkollbakken | K115  | TN               | Roar Ljøkelsøy                                                                                          | Simon Ammann                                                                                       | Bjørn Einar Romøren                                                                         |
| 27. | 13 marca 2005  | Holmenkollbakken | HS128 | TN               | Matti Hautamäki                                                                                         | Bjørn Einar Romøren                                                                                | Michael Uhrmann                                                                             |
| 28. | 12 marca 2006  | Holmenkollbakken | HS128 | TN               | Adam Małysz                                                                                             | Thomas Morgenstern                                                                                 | Andreas Kofler                                                                              |
| 29. | 17 marca 2007  | Holmenkollbakken | HS128 | TN, nocny        | Adam Małysz                                                                                             | Andreas Küttel                                                                                     | Anders Bardal                                                                               |
| 30. | 18 marca 2007  | Holmenkollbakken | HS128 | TN               | Simon Ammann                                                                                            | Martin Koch                                                                                        | Matti Hautamäki                                                                             |
| 31. | 9 marca 2008   | Holmenkollbakken | HS128 | TN               | Gregor Schlierenzauer                                                                                   | Tom Hilde                                                                                          | Bjørn Einar Romøren                                                                         |
| 32. | 14 marca 2010  | Holmenkollbakken | HS134 | TN               | Simon Ammann                                                                                            | Adam Małysz                                                                                        | Andreas Kofler                                                                              |
| 33. | 11 marca 2012  | Holmenkollbakken | HS134 | –                | Martin Koch                                                                                             | Severin Freund                                                                                     | Robert Kranjec                                                                              |
| 34. | 17 marca 2013  | Holmenkollbakken | HS134 | –                | Gregor Schlierenzauer Piotr Żyła                                                                        | –                                                                                                  | Robert Kranjec                                                                              |
| 35. | 9 marca 2014   | Holmenkollbakken | HS134 | –                | Severin Freund                                                                                          | Anders Bardal                                                                                      | Kamil Stoch                                                                                 |
| 36. | 14 marca 2015  | Holmenkollbakken | HS134 | nocny            | Severin Freund                                                                                          | Peter Prevc                                                                                        | Rune Velta                                                                                  |
| 37. | 15 marca 2015  | Holmenkollbakken | HS134 | –                | Severin Freund                                                                                          | Noriaki Kasai                                                                                      | Peter Prevc Kamil Stoch                                                                     |
| 38. | 6 lutego 2016  | Holmenkollbakken | HS134 | nocny, druż.     | Słowenia 1. Jurij Tepeš · 2. Domen Prevc · 3. Robert Kranjec · 4. Peter Prevc                           | Norwegia 1. Daniel-André Tande · 2. Anders Fannemel · 3. Johann André Forfang · 4. Kenneth Gangnes | Japonia 1. Taku Takeuchi · 2. Kento Sakuyama · 3. Daiki Itō · 4. Noriaki Kasai              |
| 39. | 7 lutego 2016  | Holmenkollbakken | HS134 | [ c ]            | odwołany                                                                                                | odwołany                                                                                           | odwołany                                                                                    |
| 39. | 11 marca 2017  | Holmenkollbakken | HS134 | RA, nocny, druż. | Austria 1. Michael Hayböck · 2. Manuel Fettner · 3. Markus Schiffner · 4. Stefan Kraft                  | Niemcy 1. Markus Eisenbichler · 2. Stephan Leyhe · 3. Richard Freitag · 4. Andreas Wellinger       | Polska 1. Piotr Żyła · 2. Kamil Stoch · 3. Dawid Kubacki · 4. Maciej Kot                    |
| 40. | 12 marca 2017  | Holmenkollbakken | HS134 | RA               | Stefan Kraft                                                                                            | Andreas Wellinger                                                                                  | Markus Eisenbichler                                                                         |
| 41. | 10 marca 2018  | Holmenkollbakken | HS134 | RA, nocny, druż. | Norwegia 1. Daniel-André Tande · 2. Andreas Stjernen · 3. Johann André Forfang · 4. Robert Johansson    | Polska 1. Maciej Kot · 2. Stefan Hula · 3. Dawid Kubacki · 4. Kamil Stoch                          | Austria 1. Gregor Schlierenzauer · 2. Clemens Aigner · 3. Michael Hayböck · 4. Stefan Kraft |
| 42. | 11 marca 2018  | Holmenkollbakken | HS134 | RA               | Daniel-André Tande                                                                                      | Stefan Kraft                                                                                       | Michael Hayböck                                                                             |
| 43. | 9 marca 2019   | Holmenkollbakken | HS134 | RA, druż.        | Norwegia 1. Johann André Forfang · 2. Robin Pedersen · 3. Marius Lindvik · 4. Robert Johansson          | Japonia 1. Yukiya Satō · 2. Noriaki Kasai · 3. Junshirō Kobayashi · 4. Ryōyū Kobayashi             | Austria 1. Michael Hayböck · 2. Manuel Fettner · 3. Philipp Aschenwald · 4. Stefan Kraft    |
| 44. | 10 marca 2019  | Holmenkollbakken | HS134 | RA               | Robert Johansson                                                                                        | Stefan Kraft                                                                                       | Peter Prevc                                                                                 |
| 45. | 7 marca 2020   | Holmenkollbakken | HS134 | RA, druż.        | Norwegia 1. Johann André Forfang · 2. Robert Johansson · 3. Daniel-André Tande · 4. Marius Lindvik      | Niemcy 1. Constantin Schmid · 2. Pius Paschke · 3. Stephan Leyhe · 4. Karl Geiger                  | Słowenia 1. Žiga Jelar · 2. Timi Zajc · 3. Anže Lanišek · 4. Peter Prevc                    |
| 46. | 8 marca 2020   | Holmenkollbakken | HS134 | RA               | odwołany                                                                                                | odwołany                                                                                           | odwołany                                                                                    |
| 46. | 4 marca 2022   | Holmenkollbakken | HS134 | mikst            | Słowenia 1. Urša Bogataj 2. Lovro Kos 3. Nika Križnar 4. Timi Zajc                                      | Austria 1. Chiara Kreuzer 2. Manuel Fettner 3. Marita Kramer 4. Stefan Kraft                       | Norwegia 1. Anna Odine Strøm 2. Robert Johansson 3. Silje Opseth 4. Halvor Egner Granerud   |
| 47. | 5 marca 2022   | Holmenkollbakken | HS134 | RA, nocny        | Marius Lindvik                                                                                          | Markus Eisenbichler                                                                                | Robert Johansson                                                                            |
| 48. | 6 marca 2022   | Holmenkollbakken | HS134 | RA, nocny        | Daniel-André Tande                                                                                      | Anže Lanišek                                                                                       | Stefan Kraft                                                                                |
| 49. | 11 marca 2023  | Holmenkollbakken | HS134 | RA               | Anže Lanišek                                                                                            | Stefan Kraft                                                                                       | Karl Geiger                                                                                 |
| 50. | 12 marca 2023  | Holmenkollbakken | HS134 | RA, nocny        | Stefan Kraft                                                                                            | Anže Lanišek                                                                                       | Dawid Kubacki                                                                               |
| 51. | 9 marca 2024   | Holmenkollbakken | HS134 | RA               | Stefan Kraft                                                                                            | Kristoffer Eriksen Sundal                                                                          | Jan Hörl                                                                                    |
| 52. | 10 marca 2024  | Holmenkollbakken | HS134 | RA               | Johann André Forfang                                                                                    | Ryōyū Kobayashi                                                                                    | Stefan Kraft                                                                                |
| 53. | 13 marca 2025  | Holmenkollbakken | HS134 | RA               | Ryōyū Kobayashi                                                                                         | Jan Hörl                                                                                           | Karl Geiger                                                                                 |

### Kobiety
| Lp  | Data          | Skocznia         | HS    | Uwagi     | 1. miejsce                                                         | 2. miejsce                                                                   | 3. miejsce                                                                                |
| --- | ------------- | ---------------- | ----- | --------- | ------------------------------------------------------------------ | ---------------------------------------------------------------------------- | ----------------------------------------------------------------------------------------- |
| 1.  | 9 marca 2012  | Midtstubakken    | HS106 | –         | Sarah Hendrickson                                                  | Sara Takanashi                                                               | Anette Sagen                                                                              |
| 2.  | 17 marca 2013 | Holmenkollbakken | HS134 | –         | Sarah Hendrickson                                                  | Sara Takanashi                                                               | Jacqueline Seifriedsberger                                                                |
| 3.  | 8 marca 2014  | Holmenkollbakken | HS134 | –         | Sara Takanashi                                                     | Katja Požun                                                                  | Yūki Itō                                                                                  |
| 4.  | 13 marca 2015 | Holmenkollbakken | HS134 | nocny     | Sara Takanashi                                                     | Sarah Hendrickson                                                            | Taylor Henrich                                                                            |
| 5.  | 4 lutego 2016 | Holmenkollbakken | HS134 | nocny     | Sara Takanashi                                                     | Maren Lundby                                                                 | Irina Awwakumowa                                                                          |
| 6.  | 12 marca 2017 | Holmenkollbakken | HS134 | -         | Yūki Itō                                                           | Sara Takanashi                                                               | Maren Lundby                                                                              |
| 7.  | 11 marca 2018 | Holmenkollbakken | HS134 | -         | Maren Lundby                                                       | Daniela Iraschko-Stolz                                                       | Yūki Itō                                                                                  |
| 8.  | 10 marca 2019 | Holmenkollbakken | HS134 | RA        | Daniela Iraschko-Stolz                                             | Juliane Seyfarth                                                             | Katharina Althaus                                                                         |
| 9.  | 8 marca 2020  | Holmenkollbakken | HS134 | RA        | odwołany                                                           | odwołany                                                                     | odwołany                                                                                  |
| 9.  | 4 marca 2022  | Holmenkollbakken | HS134 | mikst     | Słowenia 1. Urša Bogataj 2. Lovro Kos 3. Nika Križnar 4. Timi Zajc | Austria 1. Chiara Kreuzer 2. Manuel Fettner 3. Marita Kramer 4. Stefan Kraft | Norwegia 1. Anna Odine Strøm 2. Robert Johansson 3. Silje Opseth 4. Halvor Egner Granerud |
| 10. | 11 marca 2023 | Holmenkollbakken | HS134 | RA, nocny | Chiara Kreuzer                                                     | Ema Klinec                                                                   | Anna Odine Strøm                                                                          |
| 11. | 12 marca 2023 | Holmenkollbakken | HS134 | RA        | Ema Klinec                                                         | Chiara Kreuzer                                                               | Anna Odine Strøm                                                                          |

## Najwięcej razy na podium w konkursach indywidualnych
Uwzględnieni zawodnicy, którzy zdobyli minimum 2 miejsca na podium (stan na 13 marca 2025)
| Miejsce | Zawodnik              | Zwycięstwa | 2. miejsca | 3. miejsca | Razem |
| ------- | --------------------- | ---------- | ---------- | ---------- | ----- |
| 1.      | Adam Małysz           | 5          | 1          | 1          | 7     |
| 2.      | Stefan Kraft          | 3          | 3          | 2          | 8     |
| 2.      | Simon Ammann          | 3          | 1          | 0          | 4     |
| 2.      | Severin Freund        | 3          | 1          | 0          | 4     |
| 5.      | Matti Nykänen         | 2          | 1          | 0          | 3     |
| 6.      | Armin Kogler          | 2          | 0          | 2          | 4     |
| 7.      | Ernst Vettori         | 2          | 0          | 0          | 2     |
| 7.      | Gregor Schlierenzauer | 2          | 0          | 0          | 2     |
| 7.      | Daniel-André Tande    | 2          | 0          | 0          | 2     |
| 10.     | Anže Lanišek          | 1          | 2          | 0          | 3     |
| 11.     | Noriaki Kasai         | 1          | 1          | 0          | 2     |
| 11.     | Sven Hannawald        | 1          | 1          | 0          | 2     |
| 11.     | Roar Ljøkelsøy        | 1          | 1          | 0          | 2     |
| 11.     | Martin Koch           | 1          | 1          | 0          | 2     |
| 11.     | Ryōyū Kobayashi       | 1          | 1          | 0          | 2     |
| 16.     | Andreas Felder        | 1          | 0          | 1          | 2     |
| 16.     | / Jens Weißflog       | 1          | 0          | 1          | 2     |
| 16.     | Kazuyoshi Funaki      | 1          | 0          | 1          | 2     |
| 16.     | Matti Hautamäki       | 1          | 0          | 1          | 2     |
| 16.     | Robert Johansson      | 1          | 0          | 1          | 2     |
| 21.     | Jari Puikkonen        | 0          | 2          | 0          | 2     |
| 21.     | Horst Bulau           | 0          | 2          | 0          | 2     |
| 21.     | Stefan Horngacher     | 0          | 2          | 0          | 2     |
| 24.     | Bjørn Einar Romøren   | 0          | 1          | 2          | 3     |
| 24.     | Peter Prevc           | 0          | 1          | 2          | 3     |
| 26.     | Janne Ahonen          | 0          | 1          | 1          | 2     |
| 26.     | Bruno Reuteler        | 0          | 1          | 1          | 2     |
| 26.     | Martin Schmitt        | 0          | 1          | 1          | 2     |
| 26.     | Anders Bardal         | 0          | 1          | 1          | 2     |
| 26.     | Markus Eisenbichler   | 0          | 1          | 1          | 2     |
| 26.     | Jan Hörl              | 0          | 1          | 1          | 2     |
| 32.     | Masahiko Harada       | 0          | 0          | 2          | 2     |
| 32.     | Andreas Kofler        | 0          | 0          | 2          | 2     |
| 32.     | Robert Kranjec        | 0          | 0          | 2          | 2     |
| 32.     | Kamil Stoch           | 0          | 0          | 2          | 2     |
| 32.     | Karl Geiger           | 0          | 0          | 2          | 2     |

## Najwięcej razy na podium według państw
Stan na 13 marca 2025
| Miejsce | Państwo        | Zwycięstwa | 2. miejsca | 3. miejsca | Razem |
| ------- | -------------- | ---------- | ---------- | ---------- | ----- |
| 1.      | Austria        | 15         | 11         | 14         | 40    |
| 2.      | Norwegia       | 13         | 10         | 10         | 33    |
| 3.      | Polska         | 6          | 2          | 5          | 13    |
| 4.      | Niemcy         | 4          | 7          | 8          | 19    |
| 5.      | Finlandia      | 4          | 7          | 2          | 13    |
| 6.      | Słowenia       | 4          | 3          | 5          | 12    |
| 7.      | Japonia        | 3          | 5          | 4          | 12    |
| 8.      | Szwajcaria     | 3          | 3          | 2          | 8     |
| 9.      | Czechosłowacja | 1          | 2          | 0          | 3     |
| 10.     | NRD            | 1          | 0          | 0          | 1     |
| 11.     | Kanada         | 0          | 2          | 0          | 2     |
| 12.     | Francja        | 0          | 1          | 0          | 1     |
| 13.     | Jugosławia     | 0          | 0          | 1          | 1     |
| 13.     | Szwecja        | 0          | 0          | 1          | 1     |
| 13.     | Czechy         | 0          | 0          | 1          | 1     |